# آدامین، استان لهستان بزرگ‌تر
آدامین، استان لهستان بزرگ‌تر (به لاتین: Adamin, Greater Poland Voivodeship) در لهستان است که در Gmina Olszówka واقع شده‌است.

## خصوصیات
ادمین ۲۵۰ نفر جمعیت دارد.